# Xylotribus pinacopterus
Xylotribus pinacopterus är en skalbaggsart som beskrevs av Lane 1964. Xylotribus pinacopterus ingår i släktet Xylotribus, och familjen långhorningar. Inga underarter finns listade.